# Valentina Lisitsa
Valentina Lisitsa é uma pianista clássica ucraniana  nascida em Kiev em 1973. Valentina vive atualmente na Carolina do Norte, EUA e é casada com Alexei Kuznetsoff, que é também pianista e seu parceiro em vários duetos.

## Biografia
Tendo nascido em Kiev em 1973, numa família de não-músicos, Valentina começou a tocar piano aos 3 anos, e, aos 4 anos, fez o seu primeiro recital a solo. Mas, ao contrário de muitos prodigios musicais, Valentina não pensava em seguir carreira musical: ela sonhava ser enxadrista profissional. 
Com muito esforço, Valentina passou pelo Conservatório de Kiev, onde conheceu o seu futuro marido, Alexei Kuznetsoff, que a fez pensar mais seriamente na sua carreira musical. Em 1991, o casal venceu o 1º prémio na competição para dois pianos da fundação Murray Dranoff . 
Como pianista solo, Lisitsa atuou em inúmeras salas prestigiadas, como o Carnegie Hall; o Avery Fisher Hall de Nova Iorque; Musikverein de Viena e o Concertgebouw de Amsterdã. Valentina  também se apresentou com diversas orquestras, como a Orquestra Sinfônica do Estado de São Paulo (Brasil), a Orquestra Filarmónica da Nova Zelândia e a Orquestra de Câmara de Praga.
Lisitsa gravou oito álbuns para a Audiofon Record Company, bem como um DVD com 24 estudos de Chopin. Lançou ainda dois DVDs: um com temas de Schubert e Liszt e outro com Obras-primas de Ravel e Liszt. Ambos foram lançados no outono de 2006. 
Valentina colaborou ainda com o grupo Horse the Band, na canção "Rare Escape", do seu álbum Desperate Living.
Em Agosto de 2011, apresentou-se no Festival Beethoven, no Rio de Janeiro e em São Paulo, acompanhada da Orquestra Sinfônica Brasileira.

## Ligações Externas
- ValentinaLisitsa.com
- Videos de Valentina Lisitsa no Youtube